# San Miguel (Villar de Barrio)
San Miguel es un lugar situado en la parroquia de Padreda, del municipio español de Villar de Barrio, en la provincia de Orense, Galicia.

## Demografía
| Gráfica de evolución demográfica de San Miguel entre 2000 y 2023 |
|                                                                  |
| Datos según el nomenclátor publicado por el INE.                 |